# Mettingham Castle

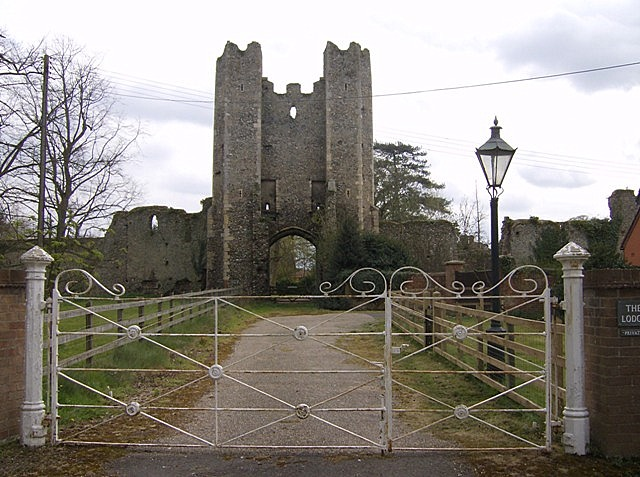
Torhaus von Mettingham Castle

Mettingham Castle ist eine Burgruine im Dorf Mettingham in der englischen Grafschaft Suffolk.

## Details
Mettingham Castle wurde auf Geheiß von Sir John de Norwich errichtet, der 1342 die königliche Erlaubnis zur Befestigung seines Herrenhauses (engl.: Licence to Crenellate) erhielt. Das erste Haus war von einem kleinen Graben umgeben, der bis zu 5 Meter breit und 2 Meter tief war. Sobald er die Erlaubnis hatte, dieses zu befestigen, ließ er einen weiteren Trakt nördlich an das Haus anbauen, der ebenfalls von einem Graben umgeben war. Der Zugang war von Norden. Ein weiterer Trakt mit einem Graben wurde später im Süden angebaut. Ein Torhaus im edwardischem Stil bildete den Eingang zur Burg und war in eine steinerne Kurtine eingebaut, die das Anwesen umschloss. Im Jahre 1562 befanden sich „Stallungen, Unterkünfte für die Dienerschaft, Küchen, ein Backhaus, ein Brauhaus, eine Mälzerei, Lagergebäude und ein Rittersaal mit Flügeln“ innerhalb der Burgmauern.

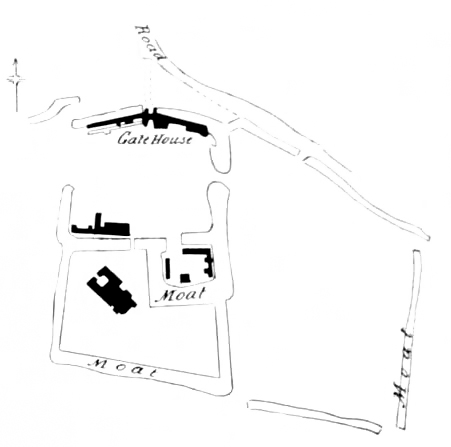
Ein Grundriss der Burg aus dem Ende des 19. Jahrhunderts

Die Burg blieb bis 1394 in den Händen der Familie De Norwich und wurde dann einem Kolleg der säkularer Kanoniker aus dem nahegelegenen Dorf Norton übergeben, die sich im kleinen, mit einem Burggraben versehenen Hof in der Burg einrichteten. Die Mönche lehrten bis zu 13 Schüler in der Burg. Nach der Auflösung der englischen Klöster wurde das Anwesen nach 1542 nacheinander an eine Reihe von Privatpersonen verkauft. Im 18. Jahrhundert wurde die Burg größtenteils abgerissen, um Platz für einen neuen Bauernhof auf dem Gelände zu schaffen. Dieses Bauernhaus stand bis 1880 und wurde dann wieder abgerissen. In diesem Haus waren Teile des originalen mittelalterlichen Mauerwerks eingebaut.
Heute ist das Gelände ein Scheduled Monument und ist als historisches Bauwerk II. Grades von English Heritage gelistet. Das Torhaus ist noch erhalten, ebenso wie einige der Steinmauern und viele der umgebenden Gräben und Erdwerke. Im 21. Jahrhundert wurde ein größeres Renovierungsprojekt durchgeführt, bei dem sich verschlimmernde Schäden repariert wurden und das mit £ 330.000 von English Heritage bezuschusst wurde.